# Nitrianska Streda
Nitrianska Streda este o comună slovacă, aflată în districtul Topoľčany din regiunea Nitra. Localitatea se află la altitudinea de 170 m deasupra n.m., se întinde pe o suprafață de 13,96 km2 și în 2017 număra 768 de locuitori.

## Istoric
Localitatea Nitrianska Streda este atestată documentar din 1278.

## Demografie
| An:                | 1994 | 2004    | 2014   | 2024   |
| ------------------ | ---- | ------- | ------ | ------ |
| Număr de persoane: | 666  | 757     | 767    | 738    |
| Diferență:         |      | +13,66% | +1,32% | −3,78% |

| An:                | 2023 | 2024   |
| ------------------ | ---- | ------ |
| Număr de persoane: | 741  | 738    |
| Diferență:         |      | −0,40% |